# Ali Kaan Güneren
Ali Kaan Güneren (* 8. April 2000 in Merzifon) ist ein türkischer Fußballspieler.

## Karriere

### Verein
Güneren begann seine Karriere in den Jugendvereinen von Amasyaspor 1968 FK, Amasya Belediyespor und Akhisarspor. 2018 wurde Güneren in den Profikader von Akhisarspor berufen. Sein Debüt in der türkischen Süper Lig gab er am 26. Mai 2019 beim Spiel gegen Konyaspor. Januar 2021 wechselte Güneren zu MKE Ankaragücü. Während der Saison 2022/23 wurde er an Samsunspor ausgeliehen.

### Nationalmannschaft
Zwischen 2020 und 2022 war Güneren Teil der türkischen U21-Nationalmannschaft. Sein Debüt gab er am 9. September 2020 beim 1:0-Sieg gegen Andorra im Rahmen der Qualifikation zur U21-Europameisterschaft.